# رادار (ترانه)

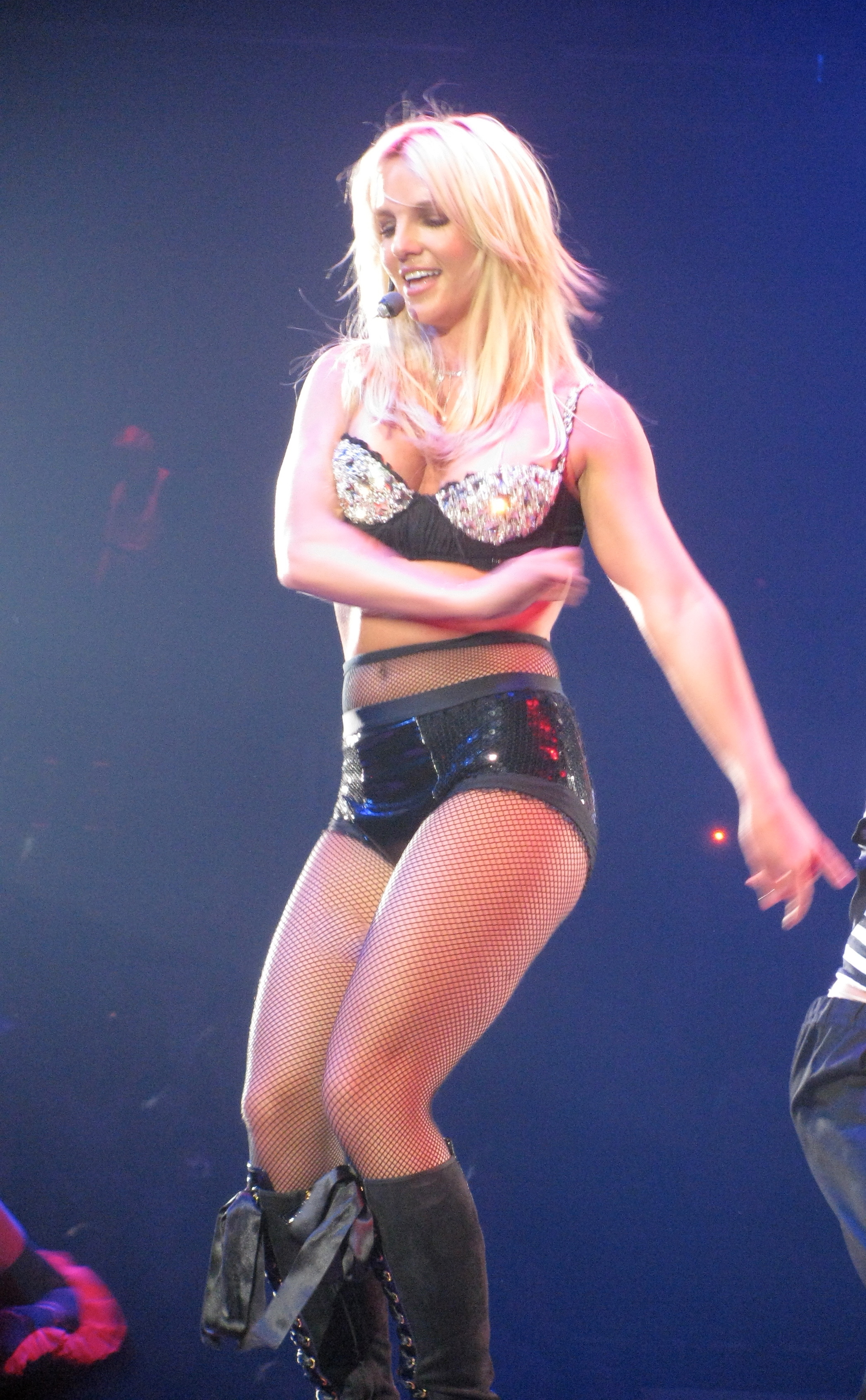
رادار

«رادار» (به انگلیسی: Radar) نام آهنگی از خواننده و آهنگ‌ساز پاپ آمریکایی بریتنی اسپیرز است که به عنوان یک تکآهنگ در تاریخ ۲۴ ژوئیه ۲۰۰۹ به فرمت دیجیتال دانلود به بازار عرضه شد. در ابتدا این تک‌آهنگ به صورت فایل صوتی در آلبوم خاموشی عرضه شد اما در سال ۲۰۰۹ پس از انتشار آلبوم سیرک این ترک مجدداً در این آلبوم به حالت ترک ویژه قرار گرفت و در همان سال موزیک ویدئو این کار وارد بازار شد. این کار مقام اول را در کشورهای ایرلند، سوئد و نیوزلند بدست آورد و مقام بیست و یکم را در بیلبورد ۱۰۰ بدست آورد.